# Celle Ligure
Celle Ligure är en ort och kommun i provinsen Savona i regionen Ligurien i Italien. Kommunen hade 5 131 invånare (2018).